# Зикелин
Зикелин — хутор в Новоузенском районе Саратовской области, входит в состав Куриловского муниципального образования. Основан в 1973 году.

## География
Хутор находится на расстоянии примерно 38 км (по прямой) к северо-западу от города Новоузенск, административного центра района.

### Часовой пояс
Хутор Зикелин, как и вся Саратовская область, находится в часовой зоне МСК+1. Смещение применяемого времени относительно UTC составляет +4:00.

## Население
| 2010 |
| ---- |
| 1    |

### Национальный состав
Согласно результатам переписи 2002 года, в национальной структуре населения казахи составляли 89 % из 9 чел.